# كونراد يوهانيس فان هوتن
كونراد يوهانيس فان هوتن (بالهولندية Coenraad Johannes van Houten) هو كيميائي هولندي عاش بين 15 آذار/مارس 1801 و 27 أيار/مايو 1887. ولد في أمستردام وتوفي في مدينة فيسب Weesp.
ينسب إلى فان هوتن اكتشافه طريقة معالجة كتلة الكاكاو بأملاح قلوية من أجل إزالة الطعم المر، ولجعل مسحوق الكاكاو أكثر انحلالية في الماء. لا يزال ناتج هذه العملية يسمى شوكولاتة العملية الهولندية "Dutch process" (أو الطريقة الهولندية).
قام كونراد فان هوتن مع والده كاسباروس Casparus بإيجاد طريقة تسهم في ضغط الدهن (زبدة الكاكاو) من بذور الكاكاو.
ساهمت الطريقة الهولندية في معالجة الكاكاو في رفع سوية منتج الشوكولاتة، مما أدى إلى انتشاره بشكل أوسع وزاد الإنتاج والاستهلاك منها، بالتالي يعد فان هوتن الأب والابن أول من ساهم في انتشار الشكوكولاتة بشكل واسع بين عامة الشعب.

## اقرأ أيضاً
- شوكولاتة
- كاكاو